# Roswitha Pross
Roswitha Pross (* 29. Mai 1949 in Neuenhain, Taunus; † 1. Juni 2018) war eine deutsche Fotografin.

## Leben
Roswitha Pross lernte Fotografie begann unter anderem als Assistentin bei Charles Wilp. Sie arbeitete ab 1975 als freischaffende Fotografin mit dem Schwerpunkt multimedia Audiovision für Industrie und Wirtschaft.

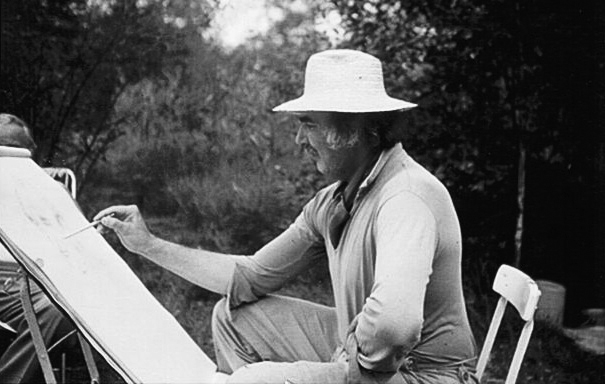
Roswitha Pross: Der Maler Heinz Braun (ohne Jahr)

Von 1989 an war sie als Fotografin und künstlerische Gestalterin an der Frauen-Kulturzeitschrift „ab 40“ beteiligt. 1996 arbeitete sie in Essaouira, Marokko mit Fatema Mernissi und der Malerin Regraguia Benhila in Ausstellungsprojekten. Im Jahr 1999 gab sie den Anstoß zur Gründung des Münchner Alphornkollektivs.
Pross lebte in München.

## Werke (Auswahl)
- Starke Frauen für die Kunst. Im Gespräch mit Anna Lenz. Fotografien Roswitha Pross. München : Hirmer, 2013
- Rose Eros. Freiburg i. Br.: Eulen, 1999